# 小垣江村
小垣江村（おがきえむら）は、かつて愛知県碧海郡にあった村である。現在の刈谷市南部（小垣江町など）に該当する。

## 歴史

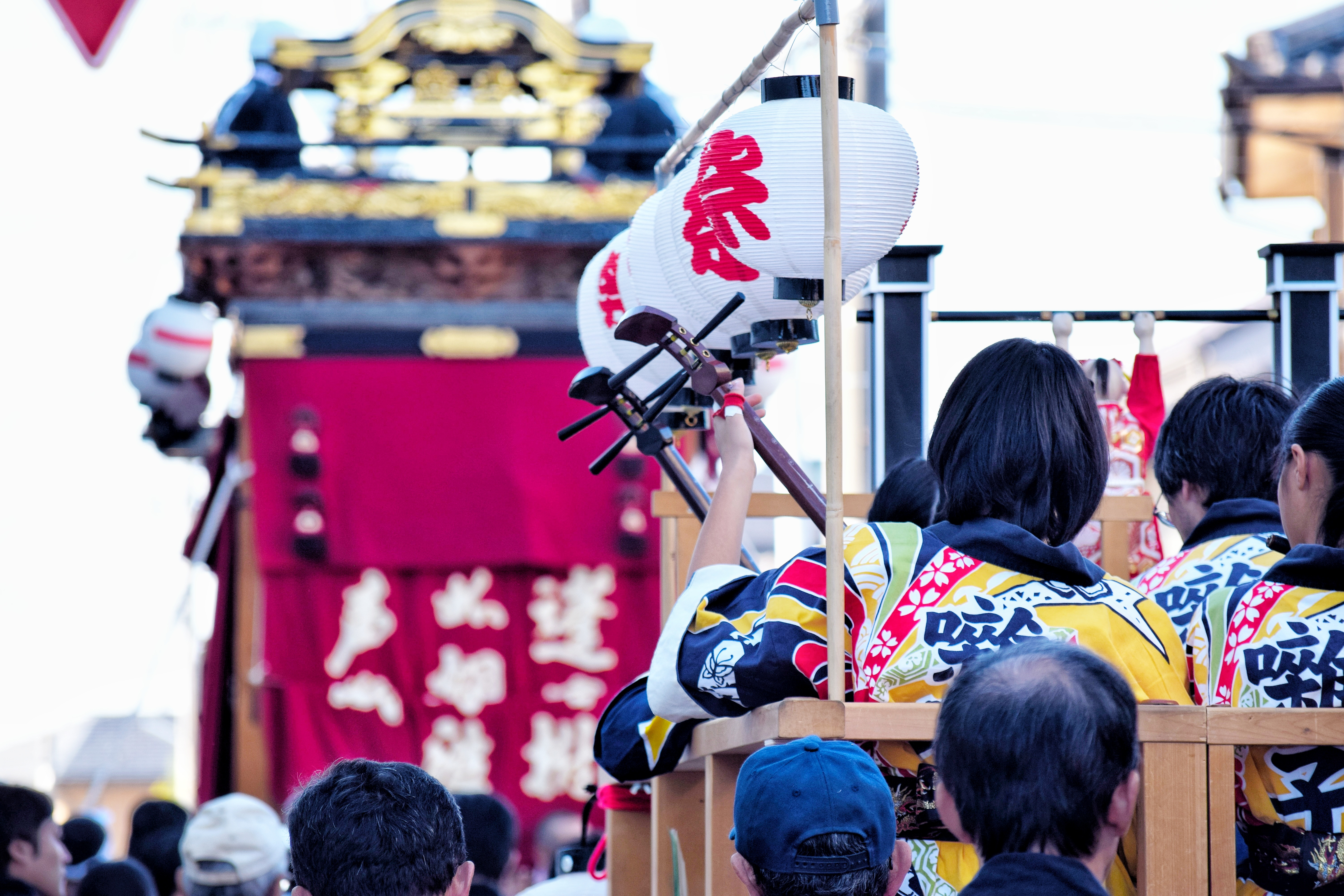
小垣江神明神社大祭

### 小垣江村
近世の碧海郡小垣江村は刈谷藩領だった時代が長い。延享3年（1746年）には池鯉鮒宿の助郷村となった。寛政4年（1792年）からは刈谷藩と陸奥福島藩の相給となり、1869年（明治2年）には重原藩領となった。文久2年（1862年）の戸数は409、人口は1,858人。
1876年（明治9年）の戸数は592、人口は2,322人。1878年（明治11年）には小垣江村と犬ヶ坪村が合併し、新たに小垣江村が発足した。近代には養蚕業が盛んだった。
1880年（明治13年）には明治用水西井筋が通水した。1889年（明治22年）には町村制による小垣江村が発足した。1891年（明治24年）の戸数は551、人口は2,769。

### 犬ヶ坪村
小垣江村の出郷として、万治元年（1658年）に開拓された犬ヶ坪がある。戌年に着工したことで「戌ヶ坪」とも称した。幕末には分村して犬ヶ坪村が発足したが、1878年（明治11年）には再び小垣江村に合併している。

### 年表
- 1878年（明治11年） - 小垣江村と犬ヶ坪村が合併し、新たに小垣江村が発足。
- 1889年（明治22年）10月1日 - 町村制により小垣江村が発足。
- 1906年（明治39年）5月1日 - 高棚村、野田村、半高村、榎前村の一部[2]と合併し、依佐美村が発足。同日小垣江村は廃止。
- 1955年（昭和30年）4月1日 - 依佐美村が分割され、安城市と刈谷市に編入される。旧・小垣江村の地域は刈谷市に編入される。

## 教育
- 小垣江尋常高等小学校（現・刈谷市立小垣江小学校） - 1873年（明治6年）に誓満寺の庫裏を用いて小垣江学校として創設[3]。1874年（明治7年）には専称寺に移転[3]。1908年（明治41年）に現在地に移転した[3]。

## 交通
1906年（明治39年）に依佐美村が発足すると、1914年（大正3年）には三河鉄道（現在の名鉄三河線）が開業し、同時に小垣江駅も開業した。

## 名所・旧跡

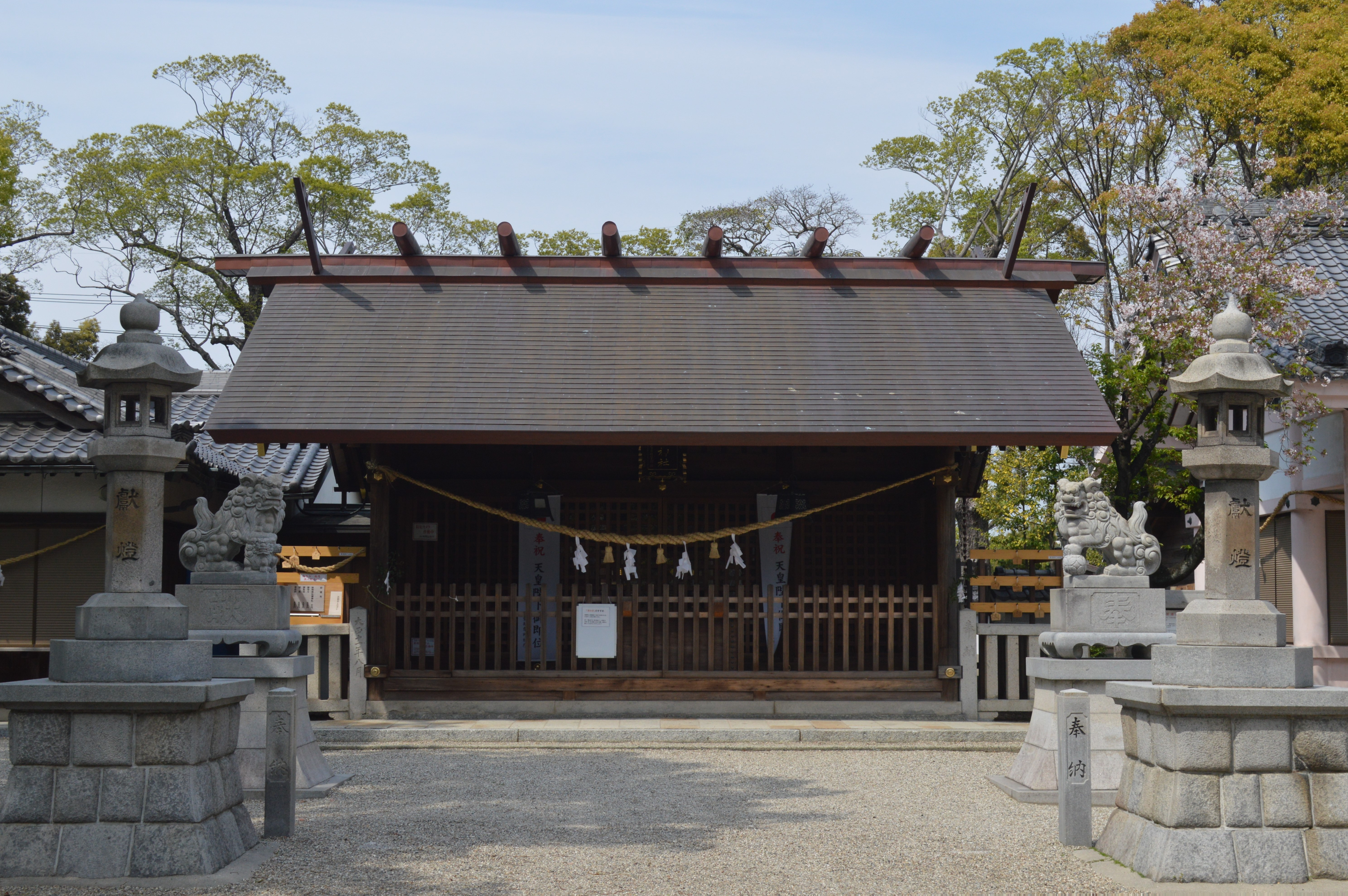
神明神社

- 観音寺 - 曹洞宗の寺院。創建年は不明。寛永10年（1633年）に楞厳寺の住職が中興[3]。
- 龍江寺 - 曹洞宗の寺院。
- 超円寺 - 真宗大谷派の寺院。創建年は不明。当初は天台宗だったが、元禄年間（1688年-1704）に中興されて浄土真宗に改宗[3]。
- 専称寺 - 浄土宗の寺院。応永年間（1394年-1429年）に真宗高田派の多宝坊として開創され、寛文元年（1661年）に浄土宗に改宗[3]。
- 誓満寺 - 浄土宗の寺院。永正年間（1504年-1520年）に真宗高田派の法栄寺として開創され、承応元年（1652年）に浄土宗に改宗[3]。
- 紫雲寺 - 浄土宗の寺院。寛保3年（1743年）に専称寺の紫雲庵として建立され、1880年（明治13年）に紫雲寺に改称[3]。
- 法栄寺 - 浄土宗の寺院。創建年は不明。寛延元年（1748年）に誓満寺の住職が中興[3]。近世には寺子屋があったとされる[3]。
- 神明神社 - 村社。永禄3年（1560年）には今川義元軍によって社殿が焼失。天保年間（1830年）頃頃には例祭に山車が登場するようになった。1895年（明治28年）には表忠碑が建立された。祭礼ではおまんとが奉納される[3]。小垣江駅の西200m。現在の刈谷市小垣江町下56。
- 金毘羅社 - 村社。
- 神明社 - 村社（犬ヶ坪）。刈谷市立小垣江東小学校の南約400m。現在の刈谷市小垣江町大道西51。
- 秋葉神社
- 小垣江貝塚 - 碧海台地の縁辺部にあった貝塚[3]。製塩土器などが出土[3]。

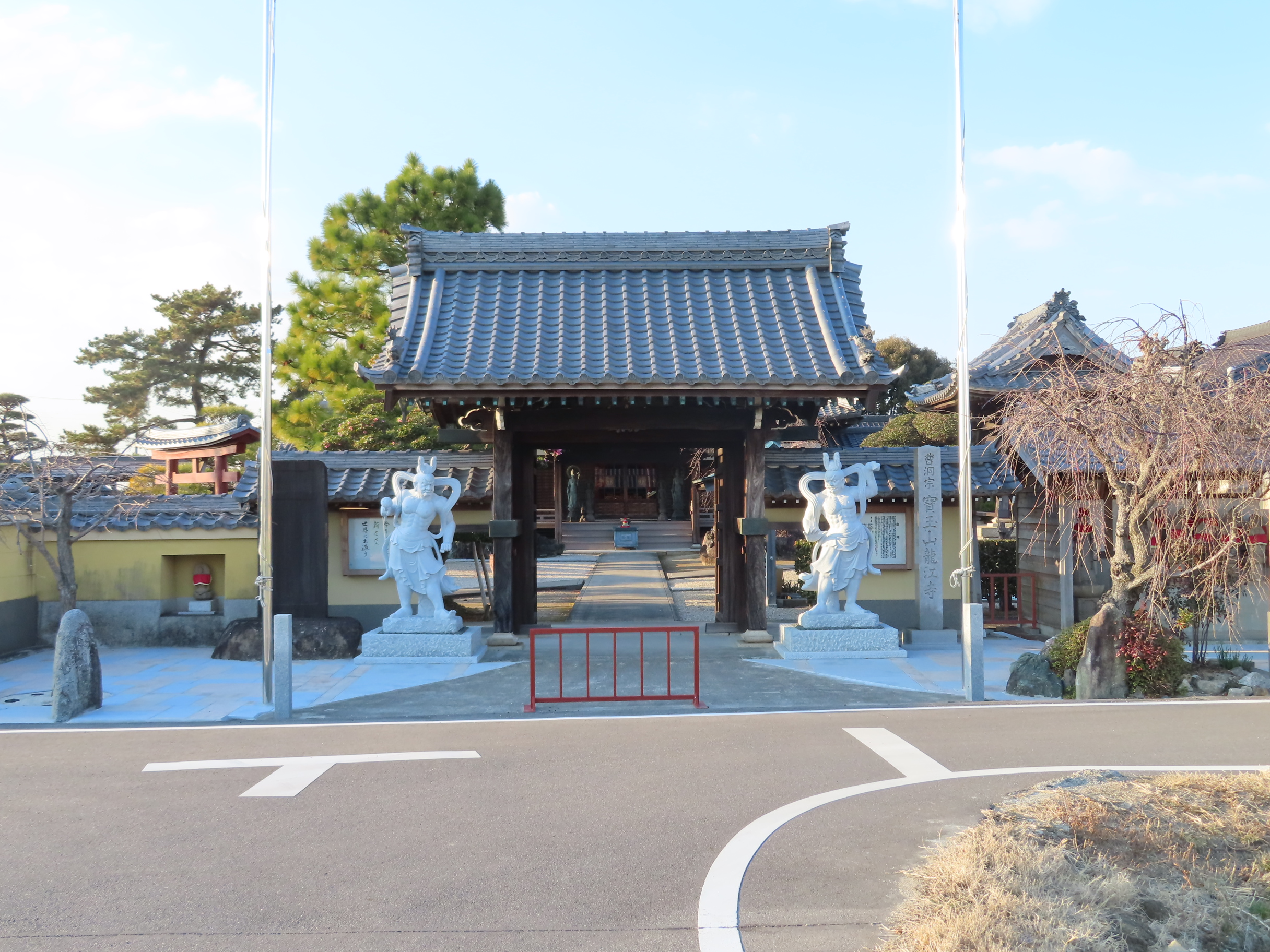
龍江寺
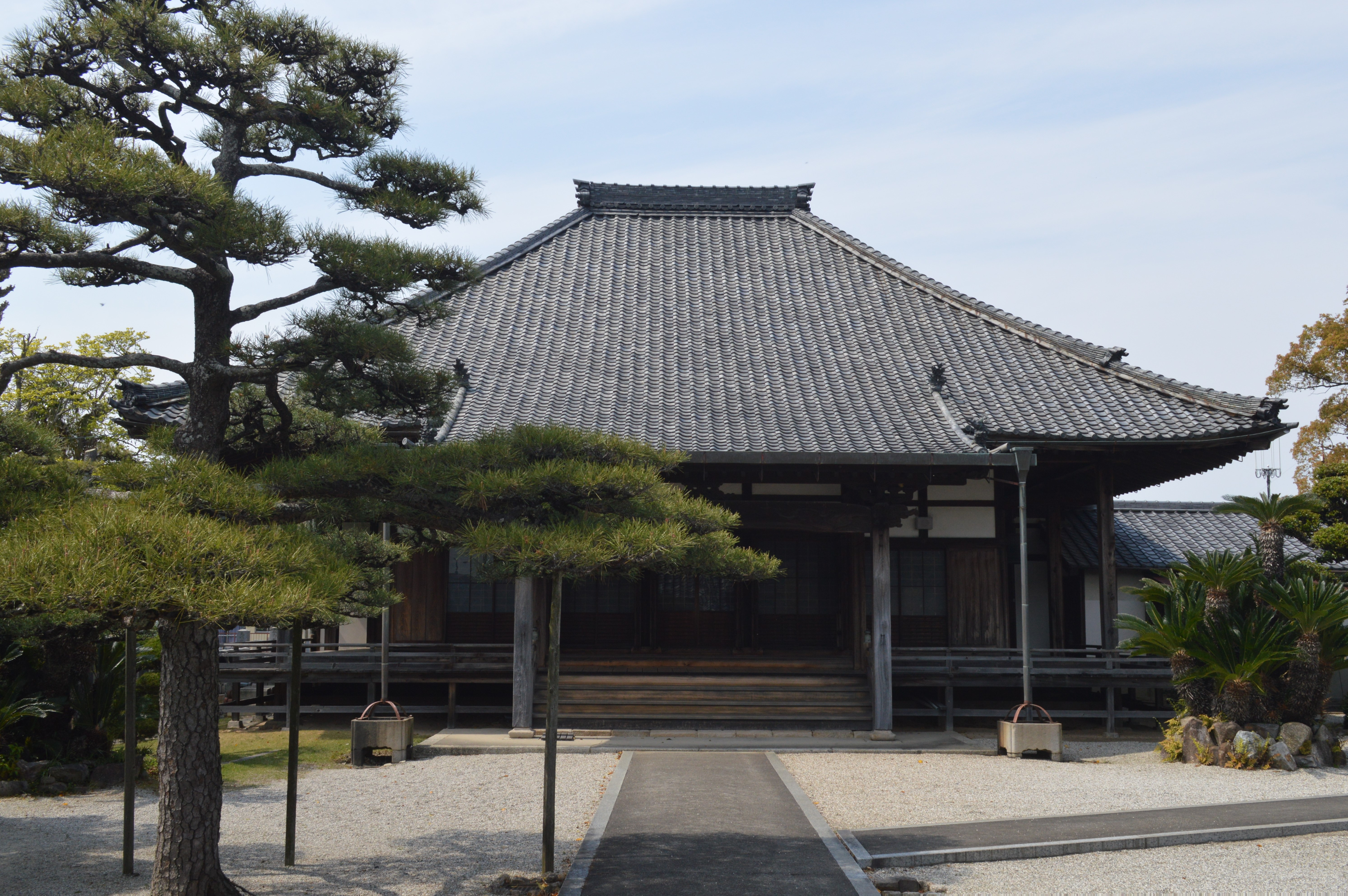
超円寺
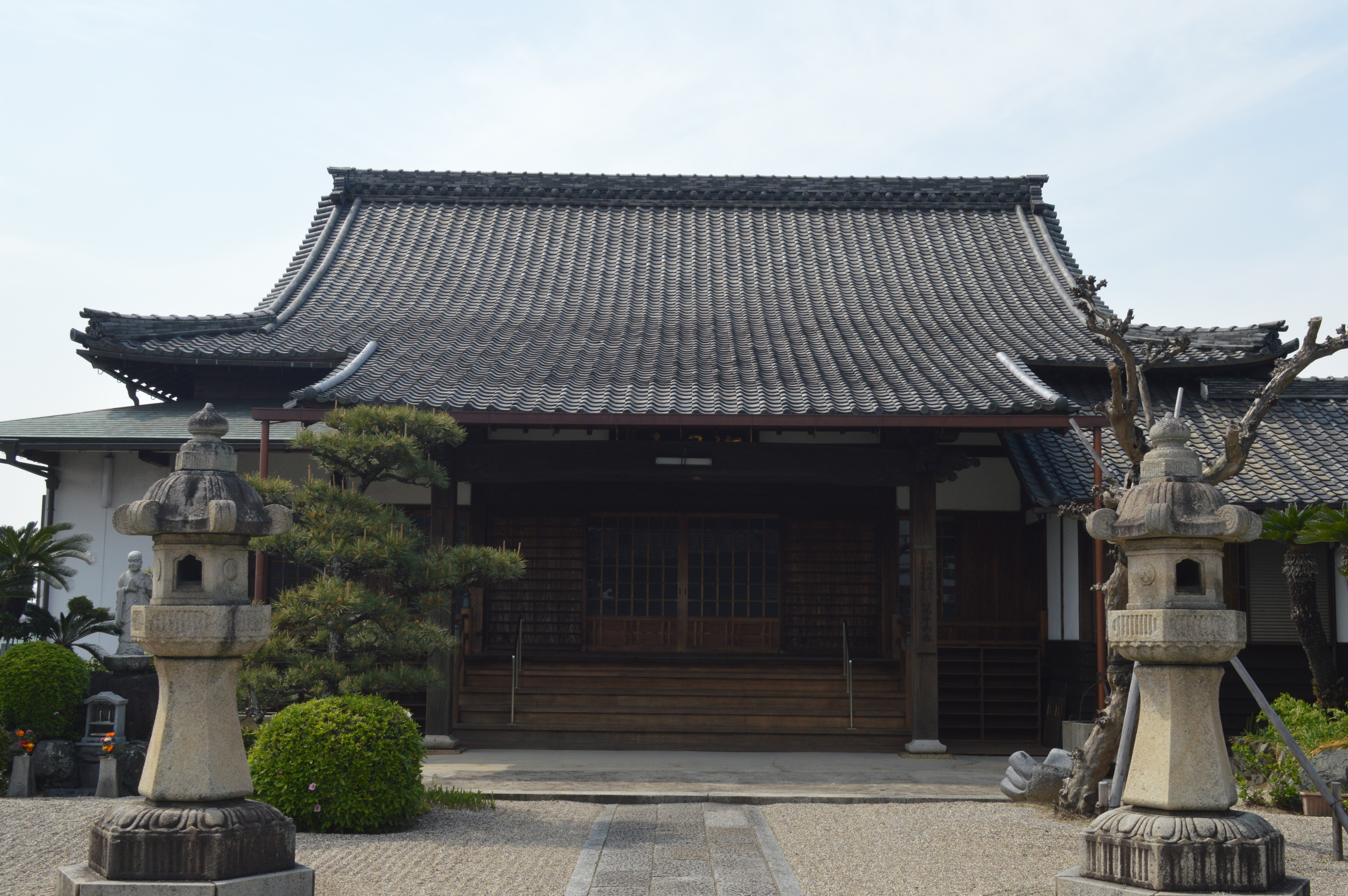
誓満寺
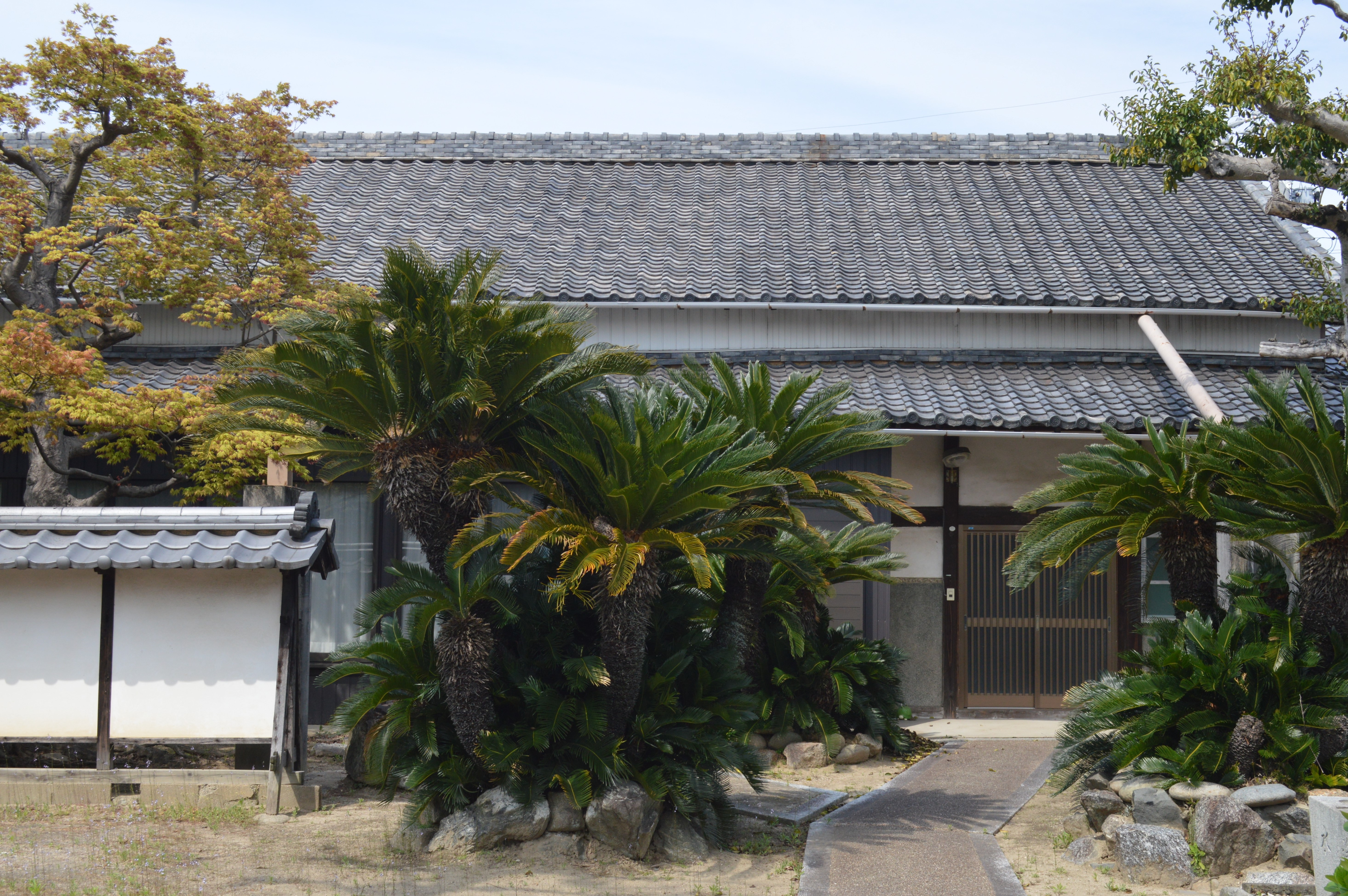
紫雲寺